# クライド湾

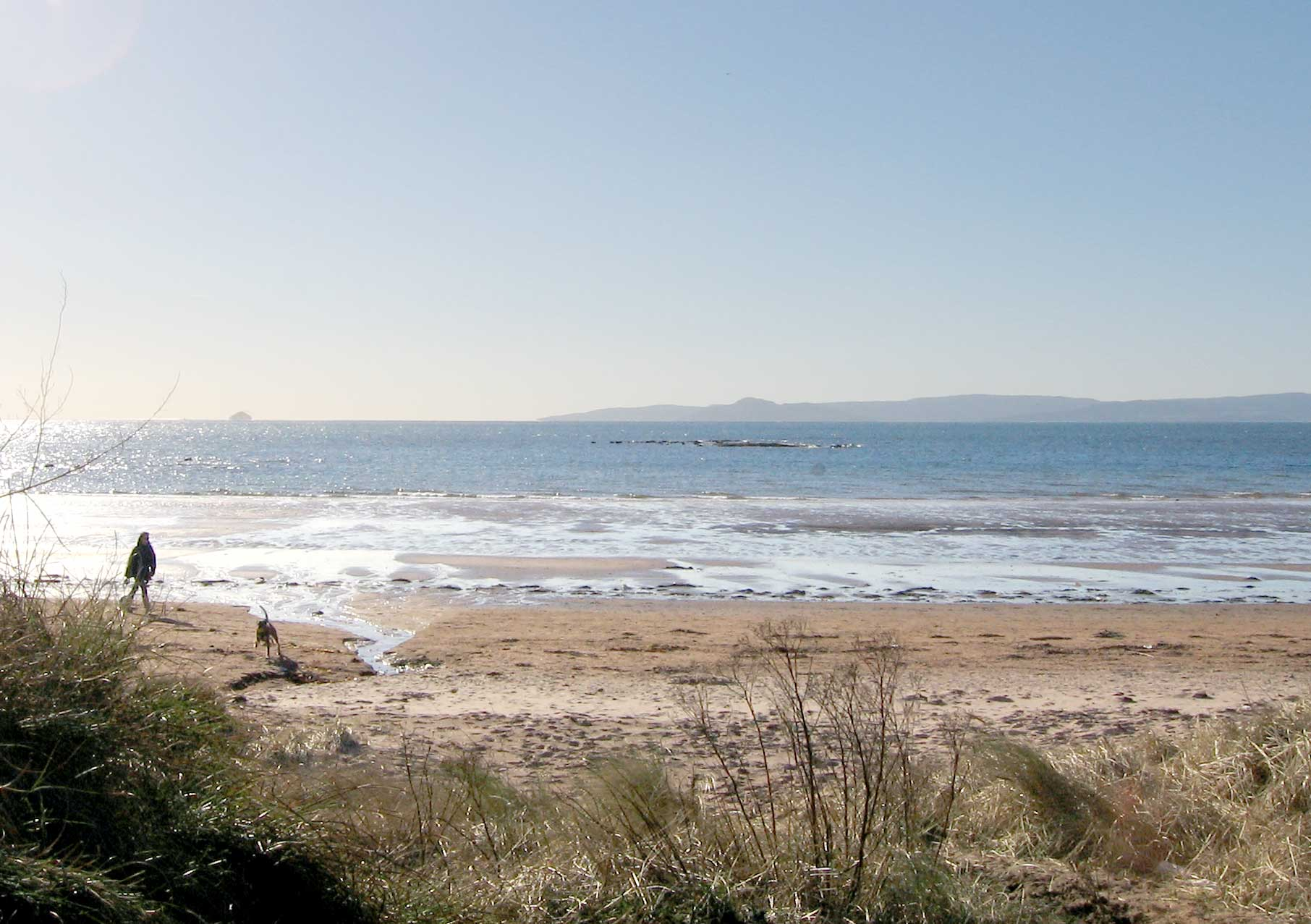
ウェスト・キルブライドの海岸

クライド湾 （Firth of Clyde）とは、グレートブリテン島のスコットランド西岸に存在する湾である。キンタイア半島により大西洋から隔てられ、アーガイル・ビュートとイースト・エアシャーの外湾となっている。
なお、クライド湾とクライド川の区別は文化的区別としては曖昧であり、ダンバートンの住人は、ここを湾とみなし、ポート・グラスゴーとグリーノックの住民はしばしば湾を北方の『川』とみなす。スコットランド・ゲール語で、陸の終わりをLinne Chluaidh（意味は同じ）と言い、アラン島、キンタイア半島とエアシャー南部地域をAn Linne Ghlasと言う。

## 地理
クライド湾は、キンタイア半島と南部高地（Southern Uplands）とに挟まれた、グレートブリテン島の北西部に存在する入り江である。そしてこの湾は、グレートブリテン島とアイルランド島との間に存在するノース海峡に面している。
湾の入り口の幅は42kmで、最も陸地に近い部分には入り江ロッホ・ロングとガル・ロッホも加わる。クライド川の三角州から湾と隔てられ、砂州で知られるグリーノックの海軍港も含まれる。クライド湾は砂州で3kmほどの幅となり、グラスゴー・グリーン近接の小ダム地点が満潮時の最高地点である。
湾内には多くの島々や半島があり、12の航路でグレートブリテン島と湾内の島々が結ばれている。これら航路の大半はカレドニアン・マクブレイン社が運営し、僻地で生活する共同体のライフラインとなっている。

### 湾内の主な都市と町

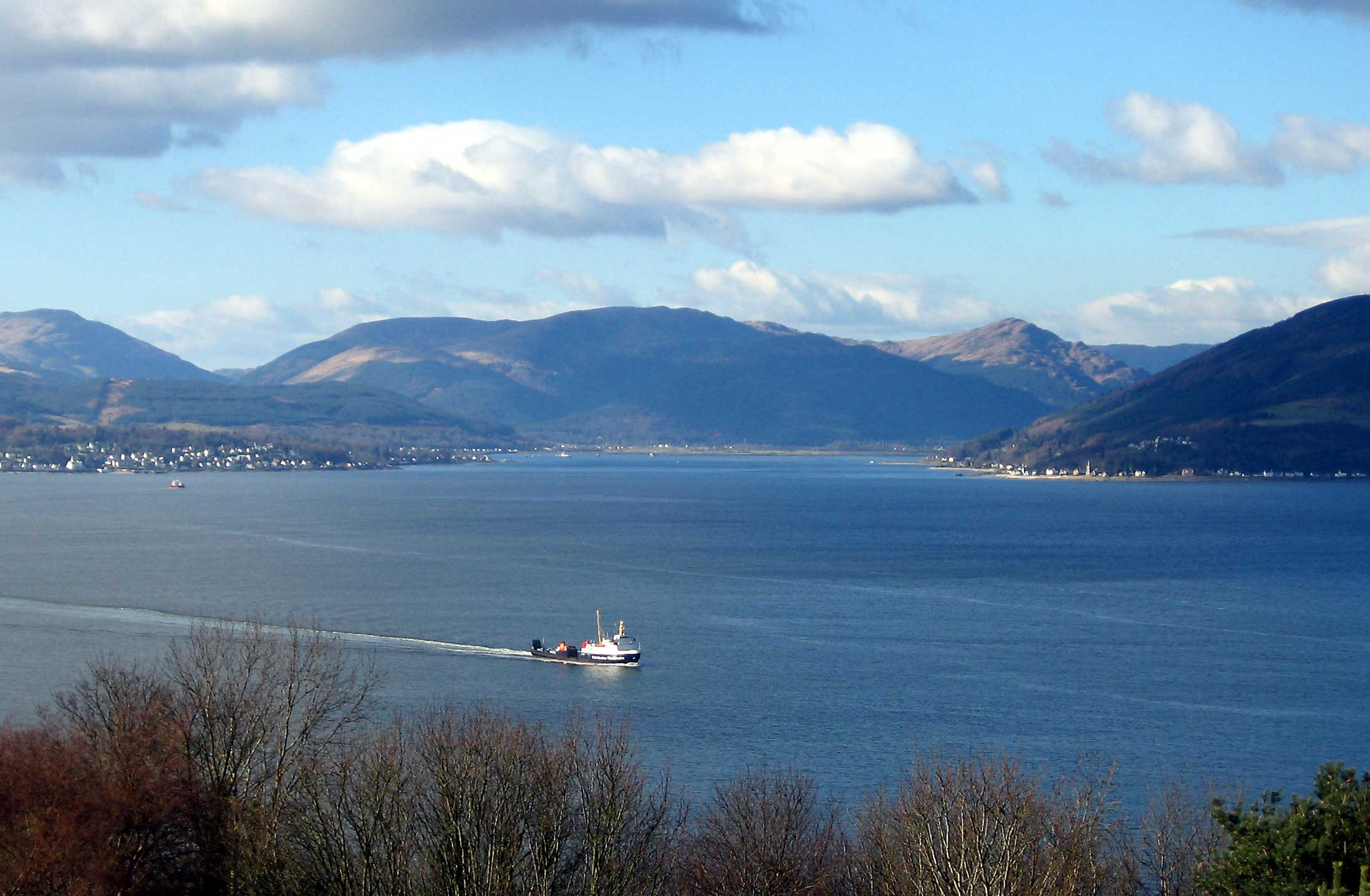
ホーリー・ロッホをフェリーが行き交う。

- エアー（Ayr） - 湾の東、南部高地の北西の麓付近。町の東に炭田があり、鉄道が通っている。
- ストランラー（Stranraer） - 湾の南端部、南部高地の西端付近。エアーを通る鉄道の終端。ノース海峡の対岸のラーン（Larne／北アイルランドの港町）との航路がある。
- アーバイン（Irvine） - 湾の東、エアーのやや北。
- キャンベルタウン（Campbeltown） - 湾の西、キンタイア半島の先端付近。
- キャラデイル（Carradale）
- ダンバートン（Dumbarton） - 湾の奥、クライド川の河口付近。スコットランド西部へ伸びる鉄道が通っている。
- グリーノック（Greenock） - 湾の奥、クライド川の河口付近の都市。人口10万人を超えている。造船でも知られる。グラスゴーから伸びる鉄道の終端の1つ。
- ポート・グラスゴー（Port Glasgow） - なお近くの工業都市のグラスゴーとは別の町。
- ロスシー（Rothesay） - 湾の奥、ビュート島に存在する町。

### クライド湾内の島

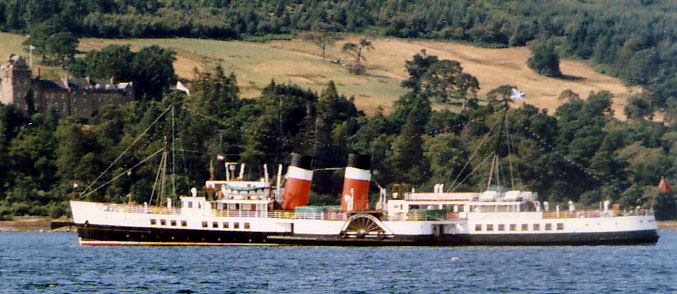
アラン島にあるブロディック城のそばに碇泊する、外輪蒸気船のウェイヴァリー号（paddle steamer Waverley）。

湾内には多くの島々がある。大半の自治体が定期フェリー航路でグレートブリテン島とつながっている。
- アラン島
- ビュート島
- グレート・カンブレー島（英語版）

## 歴史

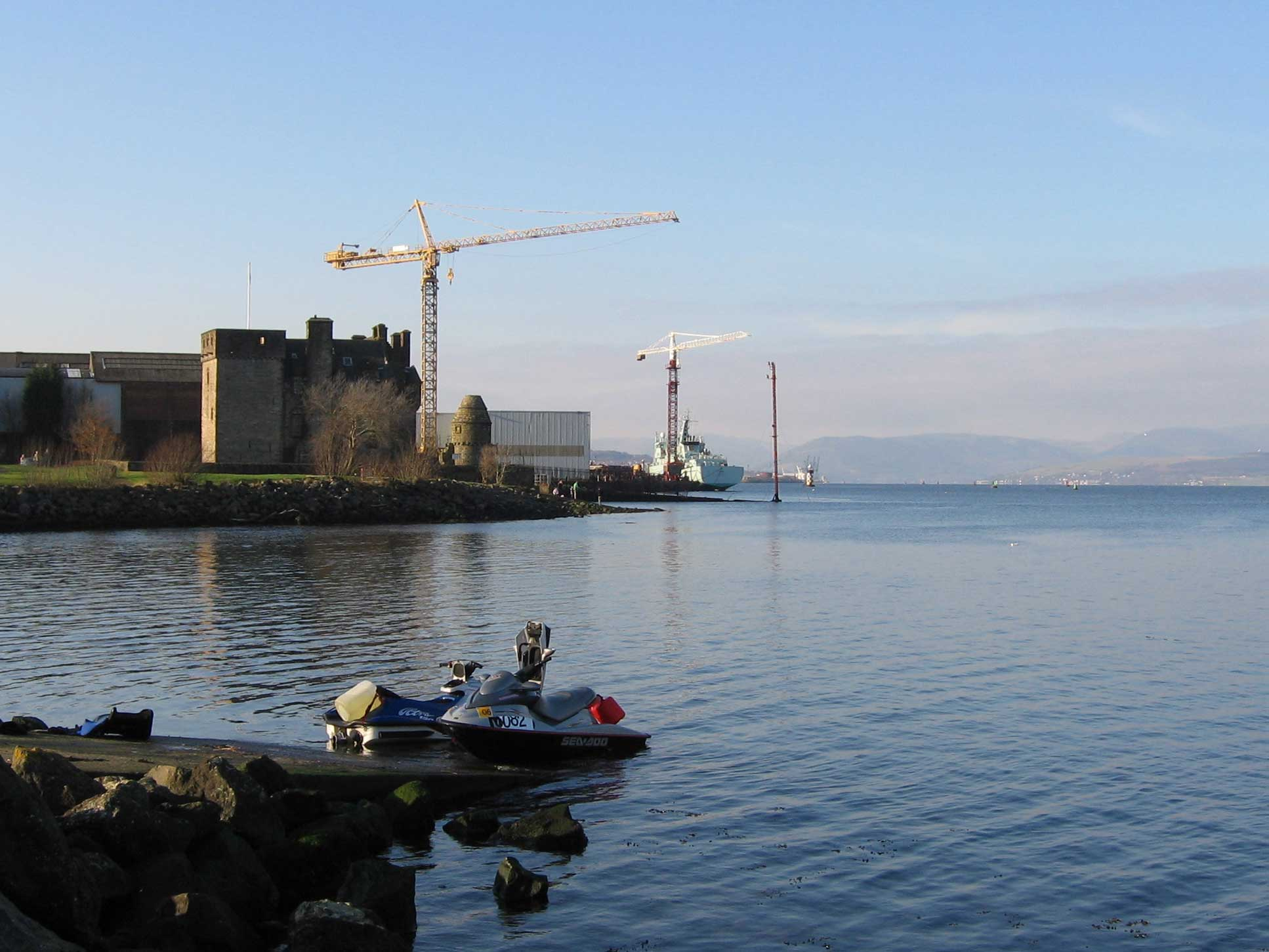
クライド川下流の最後の造船所。

古代からクライド湾は重要な海の航路であり、ラーグスの戦いではスコットランド西部への野望を持つヴァイキングの転換点となった。
ヴィクトリア朝期は観光産業が到来したことで、グラスゴー市民に非常に人気を博し、休日に蒸気船に乗って美しい海辺の村々と湾岸沿いを巡る旅が好まれた。岸辺には、金のかかった建物が別荘として建ち並んだ。ラーグス、ドゥヌーン、ロスシーといった多くの町は、このブームの間に非常に繁栄した。
1942年、世界初の潜水艦によるオイル・パイプラインの深海試験が、湾内で行われた。
グリーノックとポート・グラスゴーの造船所は、蒸気船建造においてヨーロッパで初めての成功を収めた。20世紀に入るまでは、世界の造船の大半を担っていた。近年は、湾内の自然が、産業の成功と海岸部の海軍の発展でぶちこわしにされた。造船所と同時期に稼働を始めたハンターストンとインヴァキップの火力発電所も含まれる。現在残っている造船所はポート・グラスゴーのニューアーク・キャッスルだけである。グリーノックの乾ドックは船の修繕用に稼働しており、ポート・グラスゴーのさらに大きなインチグリーン乾ドックは時折使用されている。かつてグリーノックの造船所のあった場所は、現在刷新された。

## 海洋環境
ゼニガタアザラシとハイイロアザラシは湾内の至る所で見られる。
ネズミイルカは珍しくないが、非常にまれに湾奥までやってくることがある。湾奥で乗り上げたりすることがあるクジラ類はクライド湾を好まず、より小さなゴンドウクジラ属かミンククジラは不定期にやってくるようである。
2005年、湾はスコットランドでミンチ海峡の次に高い確率で、ウバザメの見られる場所とされた。特に巨大なサメ類は温かな海を好むようで、アラン島南岸のプラッダ周囲の浅瀬で見られる。
一時期漁獲量が非常に多かったが、現在クライド湾域で獲れる魚で売り物になるのはクルマエビ亜目、ロブスター、ニシンである。
グレート・カンブレーで、グラスゴー大学とロンドン大学2校により海洋生物学所が運営されている。
干潟が広がるクライド川の河口一帯は2000年にラムサール条約登録地となった。

## 湾内の海運
クライド湾はクライド川のように歴史的に重要な造船の中心地である。レンフルー、グリーノック、ポート・グラスゴー、トルーンに造船所があり、フェアーデールに小型船造船所があった。ポート・グラスゴーのニューアーク・キャッスル造船所と近接のファーガソン造船所は、スコットランドで最後まで残っていた民間造船所の一つだった。ポート・グラスゴーは世界最大の乾ドックの場所の一つで、インチグリーンに修繕場所がある。乾ドックは長さ305メートル、幅44メートル、ノースウェスタン・シップリペアリーズ社がスコット・リンスゴーの名で運営しているが、会社は有名なポート・グラスゴーの造船会社スコット・リンスゴーと提携はしていない。
クライド湾の入り口は北ヨーロッパで最深で、最大級の貨物船を収容でき、イギリスでも主要な港湾として、定期のクルーズ客船同様、毎年7.5万トンの貨物船を処理する。
加えて、ハンターストン鉄鉱石ターミナルに、多量の鉄鉱石を収容するターミナルがある。
イギリス海軍においてクライド湾は重要な存在である。ゲール・ロッホとロッホ・ロングにクライド海軍基地がある。グリーノックは艦船兵站基地として、3つの主要基地のうちの1つである。これは公式にはイギリス政府の外局ロイヤル・マリタイム・オーキシリアリー・サービス（en:Royal Maritime Auxiliary Service）が運営を行うが、いくつかの業務はイギリス国防省の兵站・補給部門によって民間に委託され、現在はセルコ・グループが運営している。

## ギャラリー

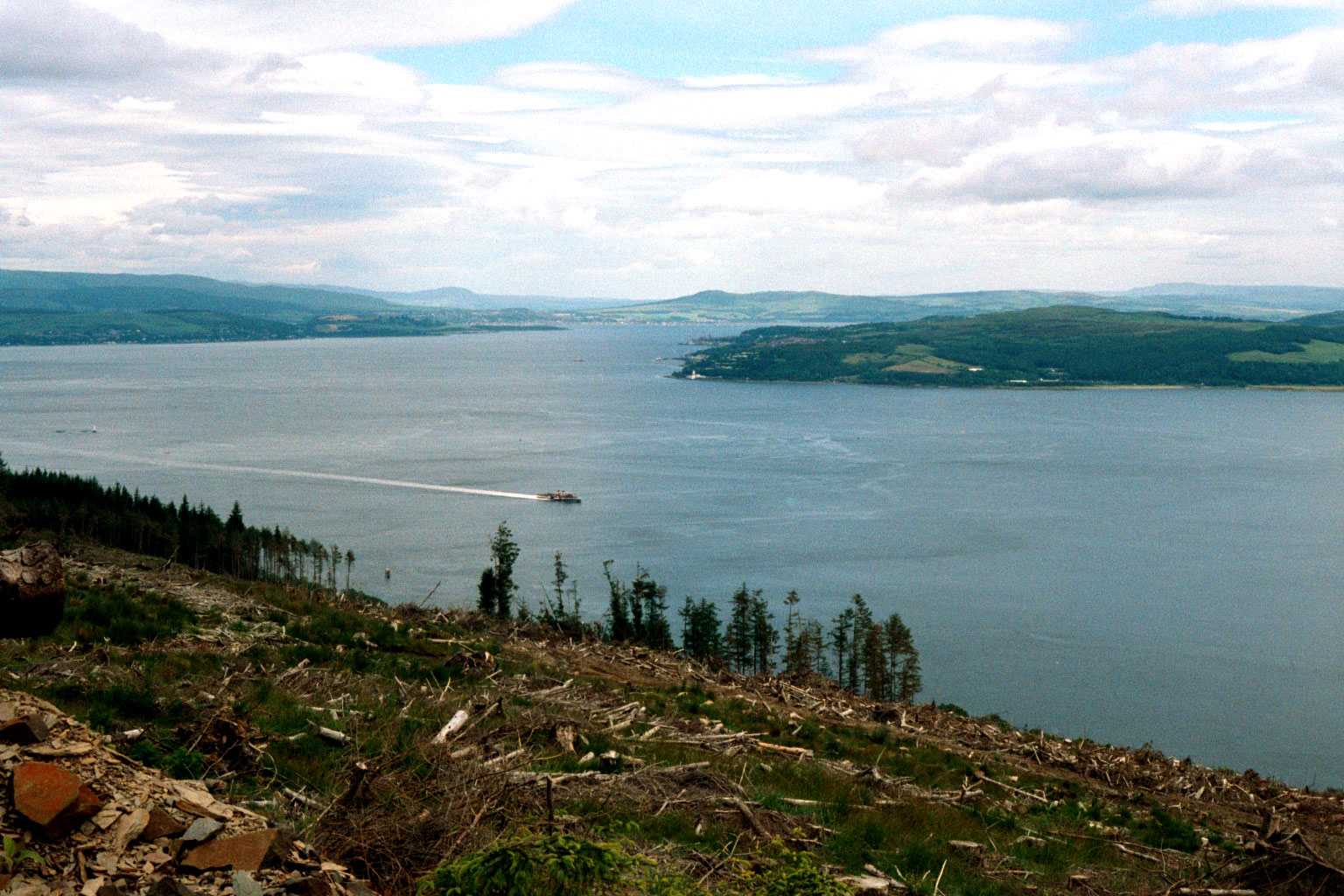
湾内部。ドゥヌーン近郊のコワル半島からの眺め。
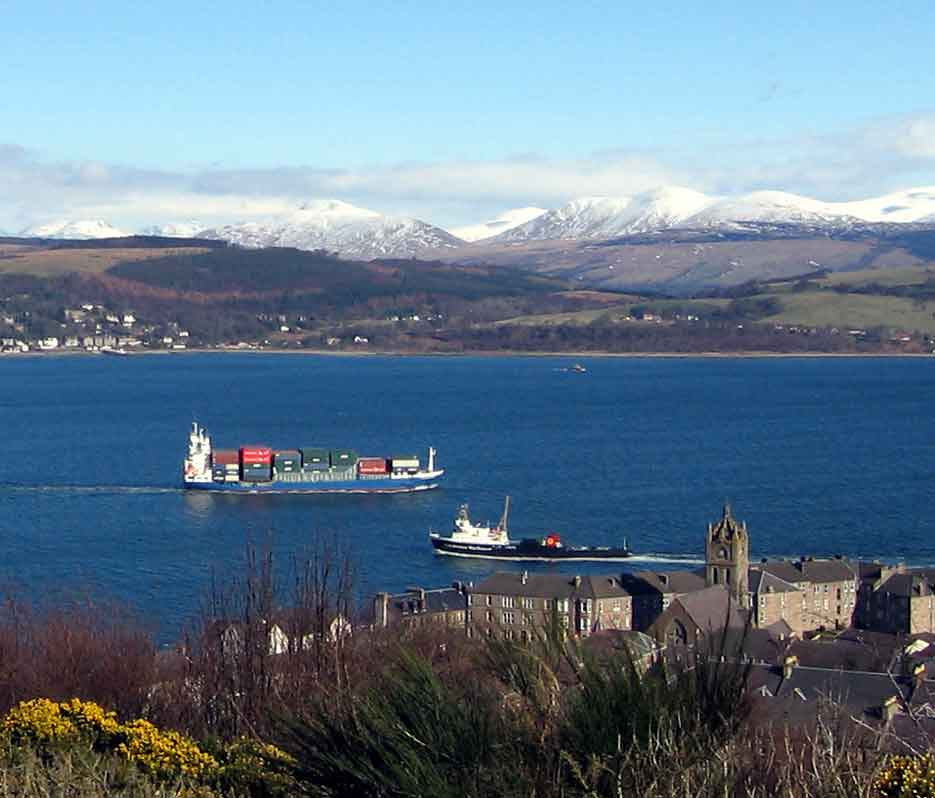
湾内を行き交うフェリー。
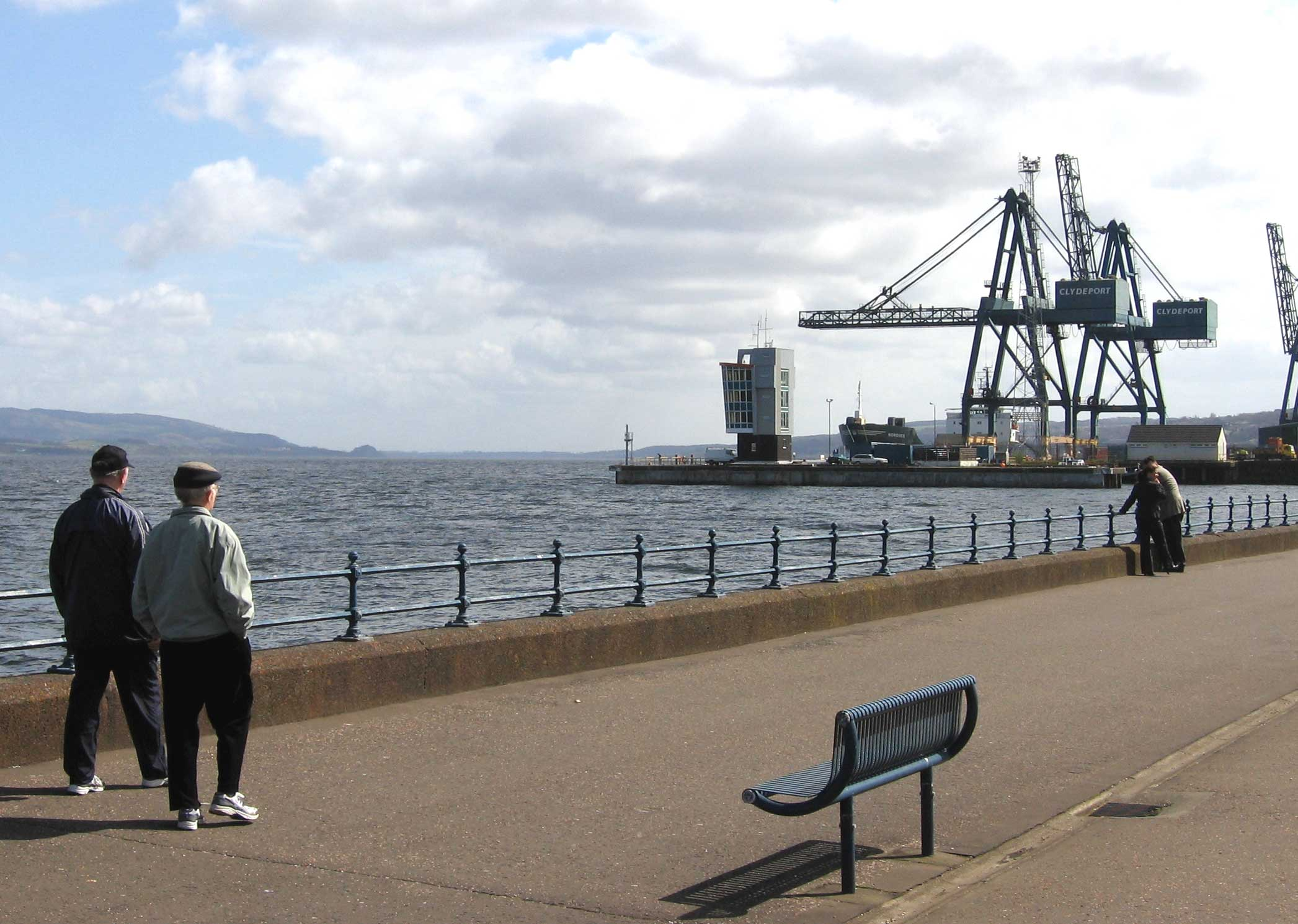
グリーノックの町の東側に存在する海岸沿いの遊歩道。
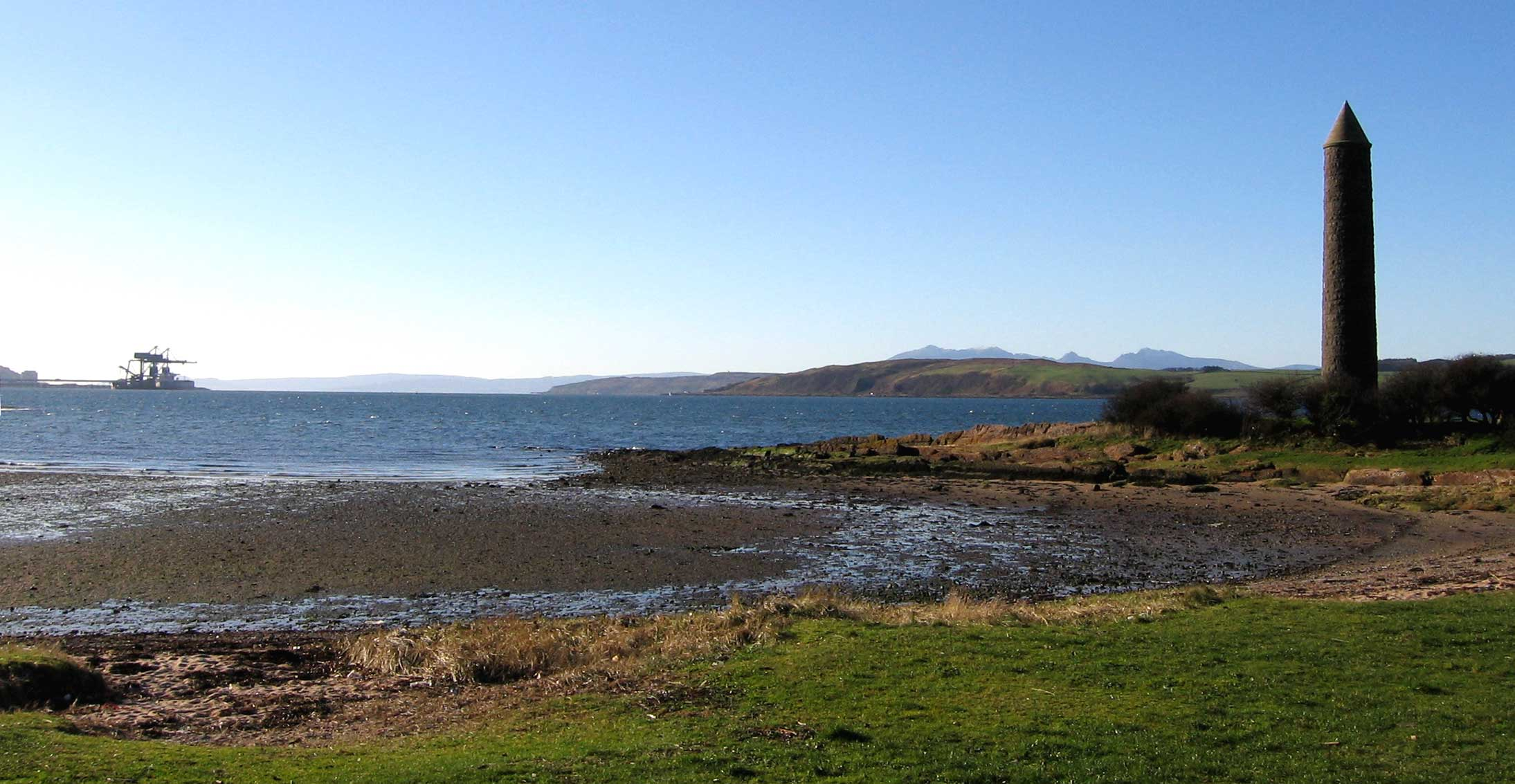
ラーグス
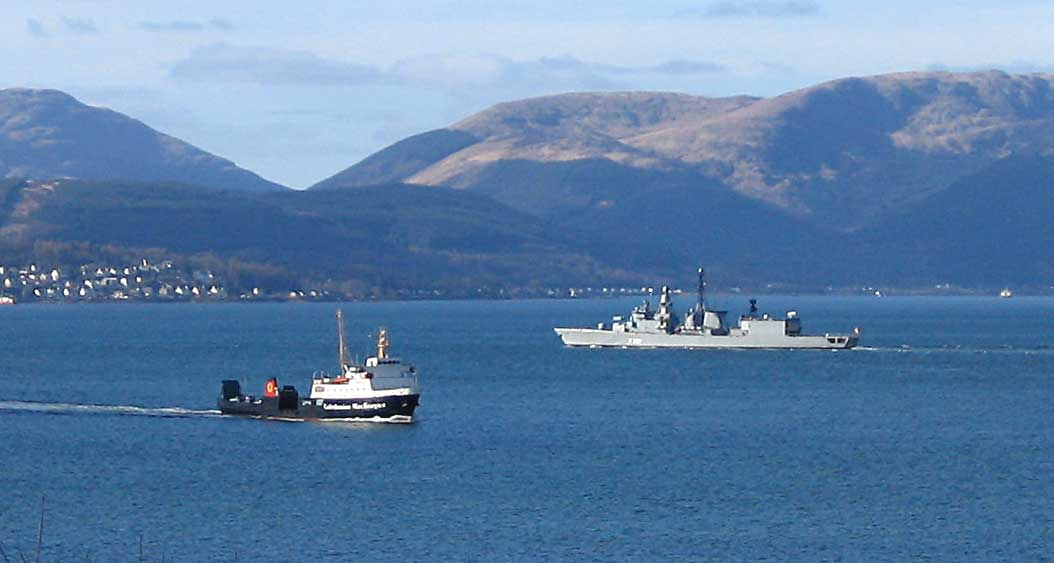
カレドニアン・マクブレイン社のフェリーと、海軍演習のため湾へ入るドイツのフリゲート艦F207。